# أوراكل لينكس
أوراكل لينكس (بالإنجليزية: Oracle Linux)‏ هو توزيعة لينكس مبنية علي ريد هات إنتربرايز لينكس توزعها شركة أوراكل برخصه جنو العمومية الحرة

## وصلات خارجية
- الموقع الرسمي